# Бойко Василь Степанович
Василь Степанович Бойко (17 вересня 1942, с. Опори, Дрогобицький район, Львівська область — 28 червня 2020, Івано-Франківськ) — український вчений, доктор технічних наук, професор кафедри розробки і експлуатації нафтових і газових родовищ Івано-Франківського національного технічного університету нафти і газу, академік Української нафтогазової академії. Заслужений діяч науки і техніки України (1994). Член редакційної колегії Гірничої енциклопедії. Почесний працівник ДП «Укргазвидобування», Лауреат премії Української нафтогазової академії І-го ступеня за підручник «Розробка та експлуатація нафтових родовищ» (1998), член Українського термінологічного товариства (з 2001), член Наукового товариства ім. Т. Шевченка (з 2000). Автор двотомного енциклопедичного видання Словник-довідник з нафти і газу (2004—2006).
Сфера наукових зацікавленостей: видобування нафти і газу, гідрогазомеханіка, розробка нафтових і газових  родовищ, підвищення нафтогазовилучення із пластів, експлуатація та ремонт нафтових і газових свердловин.

## Біографія
У 1967 році закінчив Львівський політехнічний інститут, здобувши кваліфікацію гірничого інженера. Від 1967 року працював старшим лаборантом Івано-Франківського інституту нафти і газу, згодом асистент та старшим викладачем.
У 1970—1972 роках — аспірантура при Івано-Франківському інституті нафти і газу.
У 1972 року — захистив кандидатську дисертацію на тему «Дослідження питань освоєння свердловин в умовах тонкошарових колекторів і високопарафінових нафт (на прикладі родовищ Прикарпаття)»
Упродовж 1973—1976 років обіймав посаду заступника декана газонафтопромислового факультету.
У 1989 році захистив докторську дисертацію — «Научные основы интенсификации нефтегазодобычи из неоднородных пластов с применением дисперсных систем» у Московському інституті нафти і газу імені І. Губкіна.
З 1990 року — професор Івано-Франківського інституту нафти і газу.
Василь Бойко був постійним членом 2 спеціалізованих Вчених рад з присвоєння наукових ступенів доктора і кандидата наук за спеціальностями 05.15.06; 05.15.10; 04.00.17; 04.00.22, членом редколегії фахового збірника, а також членом Центральної комісії з розробки нафтових і газових родовищ.
Створив свою наукову школу, розробив новий науковий напрям з підвищення нафтовилучення керованими дисперсними системами. Під його керівництвом виконано 4 кандидатських і 3 докторських дисертації.
Помер 28 червня 2020 року та похований в Івано-Франківську.

## Основний науковий доробок
Бойко Василь Степанович є автором і співавтором 315 наукових публікацій, у т. ч. 63 книг, серед них 38 підручників і навчальних посібників із перевиданнями, 7 словників-довідників, 3 енциклопедій, 11 монографій, 25 патентів та авторських свідоцтв на винаходи, 20 галузевих керівних документів . 
- Автор статей і член редакційної колегії «Гірничого енциклопедичного словника» у 3-х томах;
- Автор статей і член редакційної колегії «Малої гірничої енциклопедії» у 3-х томах;
- Монографія «Експлуатація свердловин у нестійких колекторах»;
- Співавтор «Тлумачно-термінологічний словник-довідник з нафти і газу»: у 2-х томах (спільно з Бойко Р. В.; 2004—2006).

Підручники та посібники для вищої школи:
- «Разработка и эксплуатация нефтяных месторождений».
- «Розробка і експлуатація нафтових родовищ».
- «Эксплуатация нефтяных и газовых скважин».
- «Технология и техника добычи транспорта и хранения нефти и газа».
- «Підземна гідрогазомеханіка».
- «Проектування експлуатації нафтових свердловин».
- «Підземний і капітальний ремонт свердловин» та інші.

## Нагороди та відзнаки
Василь Степанович Бойко нагороджений:
- 1976 — нагрудним знаком «Изобретатель СССР»;
- 1984 — медаллю Виставки досягнень народного господарства;
- 1987 — медаль «Ветеран праці».

Також 2017 року удостоєний Державної премії України в галузі науки і техніки за роботу «Науково-технологічні засоби та методи забезпечення енергетичної незалежності України»

## Вшанування
17 вересня 2022 року в  Івано-Франківському національному технічному університеті нафти і газу встановлена пам'ятна меморіальна дошка Бойку Василю Степановичу.